# Isatis vermia
Isatis vermia är en korsblommig växtart som beskrevs av Konstantinos Papanicolaou. Isatis vermia ingår i släktet vejdar, och familjen korsblommiga växter. IUCN kategoriserar arten globalt som otillräckligt studerad. Inga underarter finns listade i Catalogue of Life.